# Dubova
Dubova (fino al 1977 Plavișevița) è un comune della Romania di 977 abitanti, ubicato nel distretto di Mehedinți, nella regione storica del Banato. 
Il comune è formato dall'unione di 3 villaggi: Baia Nouă, Dubova, Eibenthal.